# Lijst van afleveringen van Flashpoint
Dit is een lijst van afleveringen van de Canadese politieserie Flashpoint.

## Seizoen 1
| Nr. | Titel aflevering        | Uitzenddatum Canada | ... Nederland    | Kijkcijfers Nederland | Uitzenddatum Vlaanderen | Kijkcijfers Vlaanderen |
| --- | ----------------------- | ------------------- | ---------------- | --------------------- | ----------------------- | ---------------------- |
| 1   | Scorpio                 | 11 juli 2008        | 3 februari 2009  | 1.011.000             | 6 juni 2010             | 189.868                |
| 2   | First In Line           | 18 juli 2008        | 10 februari 2009 | 733.000               | 13 juni 2010            |                        |
| 3   | The Element of Surprise | 24 juli 2008        | 17 februari 2009 | 607.000               |                         |                        |
| 4   | Asking for Flowers      | 31 juli 2008        | 24 februari 2009 | 531.000               |                         |                        |
| 5   | Who's George?           | 7 augustus 2008     | 3 maart 2009     | 531.000               |                         |                        |
| 6   | Attention Shoppers      | 14 augustus 2008    | 10 maart 2009    | 587.000               |                         |                        |
| 7   | He Knows His Brother    | 21 augustus 2008    | 17 maart 2009    |                       |                         |                        |
| 8   | Never Kissed a Girl     | 11 september 2008   | 24 maart 2009    |                       |                         |                        |
| 9   | Planets Aligned         | 18 september 2008   | 31 maart 2009    |                       |                         |                        |

## Seizoen 2
| Nr. | Titel aflevering           | Uitzenddatum Canada | ... Nederland     | Kijkcijfers Nederland |
| --- | -------------------------- | ------------------- | ----------------- | --------------------- |
| 1   | Eagle Two                  | 9 januari 2009      | 7 april 2009      |                       |
| 2   | Backwards Day              | 16 januari 2009     | 14 april 2009     |                       |
| 3   | Haunting the Barn          | 23 januari 2009     | 21 april 2009     |                       |
| 4   | Between Heartbeats         | 6 februari 2009     | 28 april 2009     |                       |
| 5   | Business as Usual          | 27 februari 2009    | 1 september 2009  | 632.000               |
| 6   | The Fortress               | 6 maart 2009        | 8 september 2009  | 670.000               |
| 7   | Clean Hands                | 13 maart 2009       | 15 september 2009 | 576.000               |
| 8   | Aisle 13                   | 3 april 2009        | 22 september 2009 | 612.000               |
| 9   | The Perfect Family         | 10 april 2009       | 29 september 2009 | 601.000               |
| 10  | Remote Control             | 24 april 2009       | 6 oktober 2009    | 639.000               |
| 11  | Perfect Storm              | 1 mei 2009          | 13 oktober 2009   | 643.000               |
| 12  | Last dance                 | 8 mei 2009          | 20 oktober 2009   | 471.000               |
| 13  | Exit wounds                | 15 mei 2009         | 18 juli 2010      |                       |
| 14  | One Wrong Move             | 25 september 2009   | 25 juli 2010      |                       |
| 15  | Never Let You Down         | 2 oktober 2009      | 1 augustus 2010   |                       |
| 16  | Just A Man                 | 9 oktober 2009      | 8 augustus 2010   |                       |
| 17  | Custody                    | 16 oktober 2009     | 15 augustus 2010  |                       |
| 18  | Coming to you Live         | 23 oktober 2009     | 22 augustus 2010  |                       |
| 19  | The Farm                   | 30 oktober 2009     | 29 augustus 2010  |                       |
| 20  | You Think You Know Someone | 6 november 2009     | 5 september 2010  |                       |
| 21  | The Good Citizen           | 20 november 2009    | 19 september 2010 |                       |
| 22  | Behind the Blue Line       | 20 november 2009    | 19 september 2010 |                       |

## Seizoen 3
| Nr. | Titel aflevering   | Uitzenddatum Canada | ... Nederland    |
| --- | ------------------ | ------------------- | ---------------- |
| 1   | Unconditional Love | 16 juli 2010        | 4 januari 2012   |
| 2   | Severed Ties       | 6 augustus 2010     |                  |
| 3   | Follow the leader  | 13 augustus 2010    | 24 juli 2011     |
| 4   | Whatever It Takes  | 20 augustus 2010    | 25 januari 2012  |
| 5   | Collateral Damage  |                     |                  |
| 6   | The Other Lane     | 3 september 2010    | 8 februari 2012  |
| 7   | Thicker Than Blood |                     |                  |
| 8   | Jumping At Swadows | 10 september 2010   | 15 februari 2012 |
| 9   | Acceptable Risk    | 17 september 2010   | 22 februari 2012 |
| 10  | No Promises        |                     |                  |
| 11  | Terror             |                     |                  |
| 12  | I'd Do Anything    |                     |                  |
| 13  | Fault Lines        |                     |                  |

## Seizoen 4
| Nr. | Titel aflevering       | Uitzenddatum Canada | ... Nederland            |
| --- | ---------------------- | ------------------- | ------------------------ |
| 1   | Personal Effects       | 8 juli 2011         | 7 mei 2012 (13th Street) |
| 2   | Good Cop               | 15 juli 2011        |                          |
| 3   | Run, Jamie, Run        | 22 juli 2011        |                          |
| 4   | Through a Glass Darkly | 29 juli 2011        |                          |
| 5   | The Better Man         | 5 augustus 2011     |                          |
| 6   | A Day in the Life      | 12 augustus 2011    |                          |
| 7   | Shockwave              | 19 augustus 2011    | 6 juni 2012              |
| 8   | Grounded               | 19 september 2011   |                          |
| 9   | The War Within         | 27 september 2011   |                          |
| 10  | Cost of Doing Business | 4 oktober 2011      |                          |
| 11  | Wild Card              | 11 oktober 2011     |                          |
| 12  | A New Life             | 1 november 2011     |                          |
| 13  | A Call to Arms         | 8 november 2011     | 17 oktober 2012          |
| 14  | Day Game               | 15 november 2011    | 10 oktober 2012          |
| 15  | Blue on Blue           | 22 november 2011    |                          |
| 16  | Team Player            | 28 november 2011    |                          |
| 17  | Priority on Life       | 6 december 2011     |                          |
| 18  | Slow Burn              | 13 december 2011    |                          |

## Seizoen 5
| Nr. | Titel aflevering        | Uitzenddatum Canada | ... Nederland    |
| --- | ----------------------- | ------------------- | ---------------- |
| 1   | Broken Peace            | 20 september 2012   | 21 november 2012 |
| 2   | No Kind of Life         | 27 september 2012   | 28 november 2012 |
| 3   | Run to Me               | 4 oktober 2012      | 5 december 2012  |
| 4   | Eyes In                 | 11 oktober 2012     | 12 december 2012 |
| 5   | Sons of The Father      | 18 oktober 2012     | 19 december 2012 |
| 6   | Below the Surface       | 25 oktober 2012     | 26 december 2012 |
| 7   | Forget Oblivion         | 1 november 2012     | 2 januari 2013   |
| 8   | We Take Care of Our Own | 8 november 2012     |                  |
| 9   | Lawmen                  | 15 november 2012    |                  |
| 10  | A World of Their Own    | 22 november 2012    |                  |
| 11  | Fit for Duty            | 29 november 2012    | 6 maart 2013     |
| 12  | Keep the Peace (Deel 1) | 6 december 2012     | 13 maart 2013    |
| 13  | Keep the Peace (Deel 2) | 13 december 2012    | 20 maart 2013    |